# الجوانب القانونية للتحول الجنسي
يمكن اعتبار الشخص مغايرًا للنوع الاجتماعي إذا كانت هويته الجندرية غير متسقة أو غير مرتبطة ثقافيًا بالجنس الذي حُدد عند الولادة، وبالتالي أيضًا مع الدور الجندري والوضع الاجتماعي المرتبط عادةً بهذا الجنس. قد يمتلكون- أو يعتزمون تبنّي- وضع جندري جديد يتوافق مع هويتهم الجندرية. يعتبر مغايرو الجنس بشكل عام مجموعةً فرعية من مغايري النوع الاجتماعي، لكن بعض مغايري الجنس يرفضون تصنيفهم على أنهم مغايري النوع الاجتماعي.
تعترف معظم الولايات القضائية على الصعيد العالمي بهويتين تقليديتين للنوع الاجتماعي والأدوار الاجتماعية (رجل وامرأة)، ولكنها تميل إلى استبعاد أي هويات وتعبيرات جندرية أخرى. تعترف بعض الدول بموجب القانون بالنوع الاجتماعي الثالث. ازداد الفهم حاليًا لاتساع التنوع خارج إطار الفئات النموذجية «للرجل» و«المرأة»، وتدخل العديد من الأوصاف الذاتية الآن في الأدبيات، بما في ذلك الجامعة الجندرية، وحرّ النوع الاجتماعي، ومتعدد الأنواع الاجتماعية، ولا جندري. استُبدل مصطلح «تصحيح الجنس» باللا تطابق الجندري أو اضطراب الهوية الجندرية، وتحلّ مصطلحات مثل مغايرو النوع الاجتماعي، والرجال العابرون، والنساء العابرات محل فئة مغايري الجنس.
يثير ذلك العديد من القضايا القانونية والجوانب المتعلقة بالتغيير الجندري. تعتبر معظم هذه القضايا بشكل عام جزءًا من قانون الأسرة، وخاصة قضايا الزواج ومسألة أن يستفيد مغاير النوع الاجتماعي من تأمين الشريك أو الضمان الاجتماعي.
تختلف درجة الاعتراف القانوني المقدّم لمغايري النوع الاجتماعي بشكل كبير في جميع أنحاء العالم. تعترف العديد من الدول الآن قانونًا بإعادة تعيين الجنس من خلال السماح بتغيير النوع الاجتماعي القانوني في شهادة ميلاد الفرد. يخضع العديد من مغايري الجنس لعملية جراحية دائمة من أجل تغيير أجسادهم، جراحة إعادة تحديد الجنس (إس أر إس)، أو تغيير أجسامهم بشكل شبه دائم بالوسائل الهرمونية، العلاج بالهرمونات البديلة (إتش أر تي). بعض هذه التعديلات مطلوبة للاعتراف القانوني في العديد من البلدان. ترتبط الجوانب القانونية- في عدد قليل من البلدان- مباشرةً بالرعاية الصحية، أي أن نفس الهيئات أو الأطباء يقررون إمكانية الشخص بالمضي قدمًا في علاجه، وتدمج العمليات اللاحقة كلتا المسألتين تلقائيًا.
يمكن لمغايري النوع الاجتماعي (الذين يعتبرون لا مغايري الجنس) في بعض الولايات القضائية، الاستفادة من الاعتراف القانوني الممنوح لمغايري الجنس. يعد التشخيص الطبي الواضح «لتصحيح الجنس» ضروريًا (رسميًا على الأقل) في بعض البلدان. يمكن أن يكون تشخيص «اضطراب الهوية الجندرية» أو ببساطة حقيقة أن الشخص قد اختار دورًا جندريًا غير معياري، كافيًا لبعض الاعتراف القانوني المتاح أو كله. يعترف الدليل التشخيصي والإحصائي للاضطرابات النفسية (الطبعة الخامسة) باضطراب الهوية الجندرية كتشخيص رسمي.

## أفريقيا

### جنوب أفريقيا
يحظر دستور جنوب أفريقيا التمييز على أساس الجنس والنوع الاجتماعي والميول الجنسية (من بين أسباب أخرى). أشارت المحكمة الدستورية إلى أن «الميول الجنسية» تشمل تغيير الجنس.
سنّ البرلمان في عام 2003 قانون تعديل وصف الجنس وحالة الجنس، والذي يسمح لمغاير النوع الاجتماعي الذي خضع لعملية إعادة تعيين الجنس طبيًا أو جراحيًا، بالتقدم إلى وزارة الشؤون الداخلية لتغيير وصف الجنس في سجل ميلاده. يمكن إصدار شهادة ميلاد ووثيقة هوية جديدتان له بمجرد تعديل سجل الميلاد، ويؤخذ في عين الاعتبار كجنس جديد «لكافة الأغراض».

### بوتسوانا
قضت المحكمة العليا في بوتسوانا في سبتمبر عام 2017، بأن رفض مسجل السجل الوطني تغيير علامة النوع الاجتماعي لرجل مغاير للنوع الاجتماعي «غير معقول وينتهك حقوقه الدستورية في الكرامة، والخصوصية، وحرية التعبير، والمساواة في الحماية القانونية، والتحرر من التمييز، والتحرر من المعاملة اللاإنسانية والمهينة». احتفل ناشطو مجتمع الميم بالحكم ووصفوه بأنه انتصار كبير. أعلنت حكومة بوتسوانا في البداية أنها ستستأنف الحكم، لكنها قررت عكس ذلك في ديسمبر، إذ زودت الرجل العابر المعني بوثيقة هوية جديدة تعكس هويته الجندرية.
سعت امرأة عابرة في قضية مماثلة، لتغيير علامة النوع الاجتماعي الخاصة بها إلى امرأة، واستُمع إليها في ديسمبر 2017. قضت المحكمة العليا بوجوب اعتراف الحكومة بهويتها الجندرية. كرست انتصارها «لكل عابر ومختلف في بوتسوانا».

## الصين
منعت الحكومة الصينية القصّر من تغيير جنسهم المدرج رسميًا في عام 2009، مشيرةً إلى أن جراحة إعادة تعيين الجنس- المتاحة فقط لمن هم فوق سن العشرين- مطلوبة من أجل التقدم بطلب لمراجعة بطاقة الهوية الخاصة بهم وتسجيل الإقامة.
سمحت مقاطعة شانسي في بداية عام 2014، للقصّر بتقديم طلب التغيير مع معلومات إضافية من بطاقة هوية ولي الأمر. يسمح هذا التحول في السياسة بالاعتراف بزواج ما بعد الجراحة على أنه زواج غيريّ، وبالتالي فهو قانوني.
يواجه مغايرو النوع الاجتماعي الشباب في الصين العديد من التحديات. وجدت إحدى الدراسات أن الآباء الصينيين أبلغوا عن أن 0.5% (1:200) من أولادهم (بسن 6-12 عامًا) و0.6% (1:167) من بناتهم «قد صرحوا/صرحن برغبتهم/رغبتهنّ في أن يكونوا/يكنّ من الجنس الآخر» في كثير من الأحيان أو دائمًا. أفاد 0.8% (1:125) من طلاب الجامعة الذين تتراوح أعمارهم بين 18 و24 عامًا وحُددوا كذكور عند الولادة (الجنس/النوع الاجتماعي المدرج في بطاقة الهوية الخاصة بهم هو ذكر) أن «الجنس/ النوع الاجتماعي الذي أشعر به في قلبي» هو أنثى، بينما أشار 0.4% إلى أن نوعهم الاجتماعي المتصور هو «غير ذلك». أشار 2.9% (1:34) من بين المُحدَّدات كإناث عند الولادة إلى أنهنّ يعتبرن نوعهن الاجتماعي ذكر، بينما أشار 1.3% منهن إلى «غير ذلك».

## مصر
يواجه مغايرو النوع الاجتماعي في مصر، والتي تعتبر دولةً مسلمة محافظة، وصمةً مجتمعية كبيرة تجاه مجتمع الميم. لا تعدّ إعادة تعيين الجنس غير قانونية في مصر، ومع ذلك، قد يتعرض مغايرو النوع الاجتماعي بسبب الوصم والتعقيدات، للاعتداء النفسي والجسدي إلى جانب التعذيب، بحسب هيومن رايتس ووتش. لم تكن إحصاءات الأعمال الإجرامية المرتكبة ضد مجتمع مغايري النوع الاجتماعي متاحةً بحسب ما ورد، لوجود تاريخ من عدم الإبلاغ عن ذلك.

## وصلات خارجية
- المركز القانوني للمتحولين (بالإنجليزية)